# Веље
Веље (итал. Veglie) је насеље у Италији у округу Лече, региону Апулија.
Према процени из 2011. у насељу је живело 13970 становника. Насеље се налази на надморској висини од 50 м.

## Становништво
| 1936. | 1951. | 1961.  | 1971.  | 1981.  | 1991.  | 2001.  | 2011.  |
| ----- | ----- | ------ | ------ | ------ | ------ | ------ | ------ |
| 6.322 | 8.434 | 10.194 | 11.085 | 12.650 | 13.639 | 14.022 | 14.304 |